# Stratigrafi

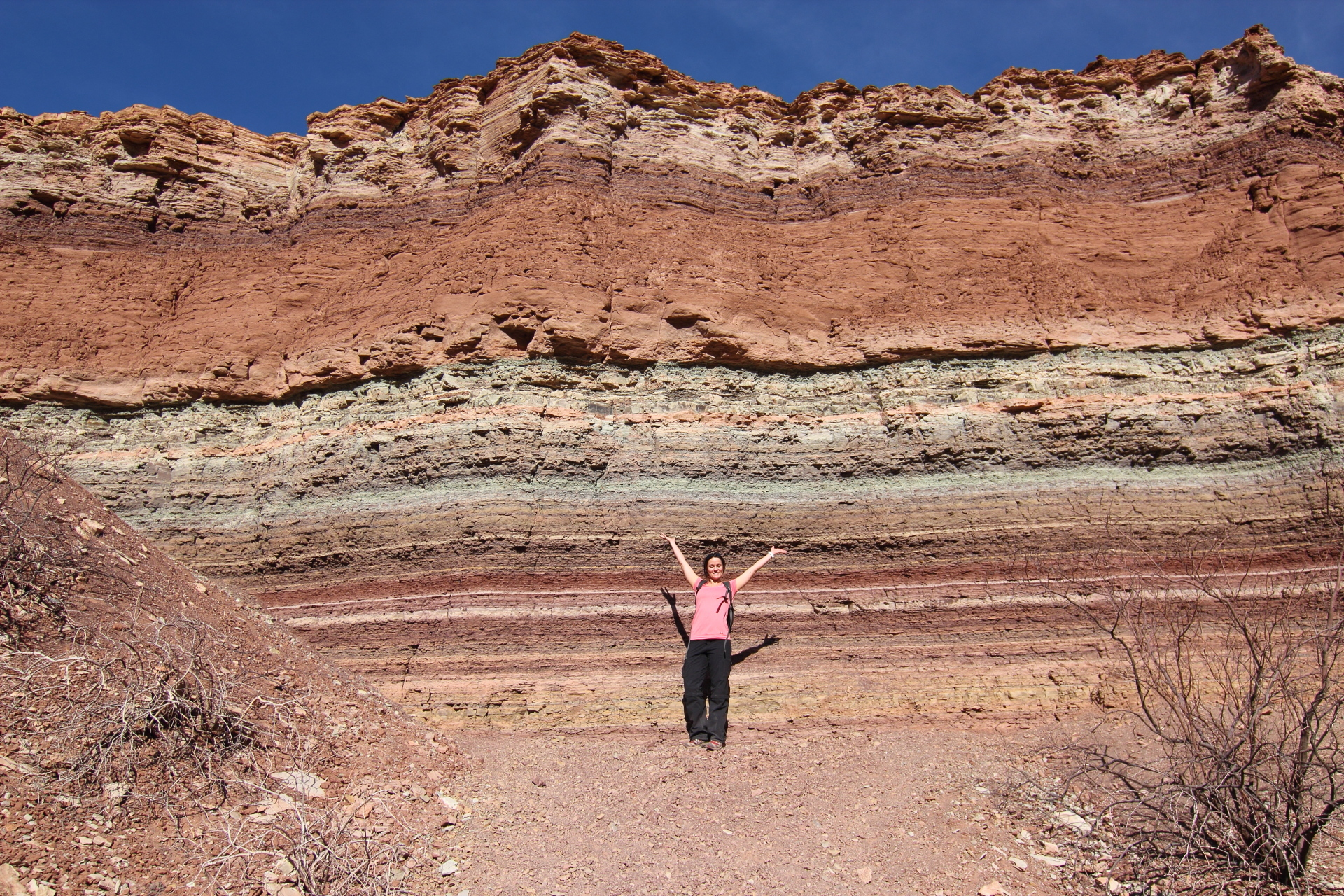
Geologiska skikt i Salta, nordvästra Argentina

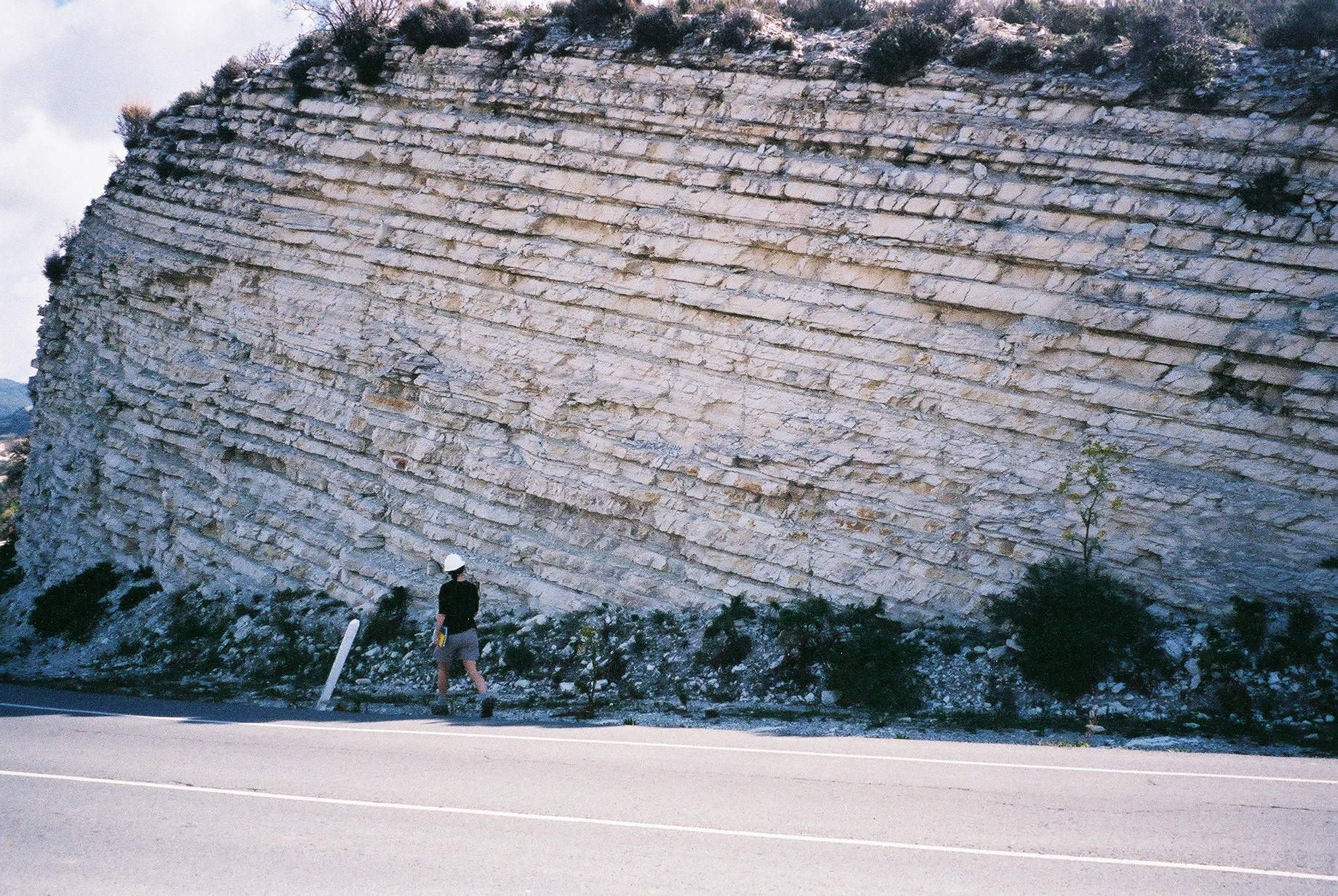
Kalkavlagringar på Cypern

Stratigrafi, av latinets stratum (plural: strata), i vetenskapliga sammanhang 'skikt', 'lager', och -grafi, läran om lagerföljder. Stratigrafin beskriver bergenheter (och jordenheter) som utgör jordskorpan och deras indelning i användbara, karteringsbara enheter, så kallade strata. Dessa strata klassificeras efter bergets eller jordens naturliga beståndsdelar och kännetecken för att kunna fastställa deras utbredning i tid och rymd. Stratigrafiska enheter är viktiga när man ska tolka den geologiska utvecklingen. Inom stratigrafin skiljer man på olika typer, litostratigrafi, kronostratigrafi och biostratigrafi.
Stratigrafi som begrepp används både inom geologi och arkeologi. Inom arkeologin används den framförallt som en relativ dateringsmetod vid utgrävning av kulturlager, då det lager som ligger underst är äldst.

## Litostratigrafi
Litostratigrafin är den del av stratigrafin i vilken man beskriver geologiska strata baserat på deras litologi.
Inom litostratigrafin grupperar man strata i supergrupp, grupp, formation, led ((engelska): member) och stratum, där supergrupp är den största enheten och stratum är den minsta enheten.

## Biostratigrafi
Biostratigrafi är en relativ dateringsmetod där man använder sig av fossil för att åldersbestämma sedimentära bergarters strata. Dateringarna presenteras i form av olika biozoner, som genom global jämförelse kan fastställas. Genom att jämföra geologiska profiler från olika delar av världen kan man sedan skapa en biostratigrafisk zonering vilken ligger till grund för indelningen av den geologiska tidsskalan.
Vanliga fossil som används för biostratigrafiska dateringar och korreleringar är trilobiter, graptoliter, konodonter, foraminiferer och ammoniter.

## Kronostratografi
| Geokronologi                 | Geokronologi         | Geokronologi  | Geokronologi      |
| Eon                          | Era                  | Period        | Miljoner år sedan |
| ---------------------------- | -------------------- | ------------- | ----------------- |
| Fanero- zoikum               | Kenozoikum           | Kvartär       | 2,6–0,0           |
| Fanero- zoikum               | Kenozoikum           | Neogen        | 23–2,6            |
| Fanero- zoikum               | Kenozoikum           | Paleogen      | 66–23             |
| Fanero- zoikum               | Mesozoikum           | Krita         | 145–66            |
| Fanero- zoikum               | Mesozoikum           | Jura          | 201–145           |
| Fanero- zoikum               | Mesozoikum           | Trias         | 252–201           |
| Fanero- zoikum               | Paleozoikum          | Perm          | 299–252           |
| Fanero- zoikum               | Paleozoikum          | Karbon        | 359–299           |
| Fanero- zoikum               | Paleozoikum          | Devon         | 419–359           |
| Fanero- zoikum               | Paleozoikum          | Silur         | 444–419           |
| Fanero- zoikum               | Paleozoikum          | Ordovicium    | 485–444           |
| Fanero- zoikum               | Paleozoikum          | Kambrium      | 541–485           |
| Protero- zoikum              | Neo- proterozoikum   | Ediacara      | 635–541           |
| Protero- zoikum              | Neo- proterozoikum   | Kryogenium    | 720–635           |
| Protero- zoikum              | Neo- proterozoikum   | Tonium        | 1000–720          |
| Protero- zoikum              | Meso- proterozoikum  | Stenium       | 1200–1000         |
| Protero- zoikum              | Meso- proterozoikum  | Ectasium      | 1400–1200         |
| Protero- zoikum              | Meso- proterozoikum  | Kalymmium     | 1600–1400         |
| Protero- zoikum              | Paleo- proterozoikum | Staterium     | 1800–1600         |
| Protero- zoikum              | Paleo- proterozoikum | Orosirium     | 2050–1800         |
| Protero- zoikum              | Paleo- proterozoikum | Ryacium       | 2300–2050         |
| Protero- zoikum              | Paleo- proterozoikum | Siderium      | 2500–2300         |
| Arkeikum                     | Neoarkeikum          |               | 2800–2500         |
| Arkeikum                     | Mesoarkeikum         |               | 3200–2800         |
| Arkeikum                     | Paleoarkeikum        |               | 3600–3200         |
| Arkeikum                     | Eoarkeikum           |               | 4000–3600         |
| Hadeikum                     |                      |               | 4600–4000         |
| Jorden bildas                | Jorden bildas        | Jorden bildas | tidigare          |
| Se även Geologisk tidsskala. |                      |               |                   |

Kronostratigrafi är indelningen av olika berg- och jordartslager i olika strata, synkront med geokronologin. Indelningen har inget med bergarten att göra, utan enbart tidsindelningen. Berg- och jordarter från samma kronostratigrafiska stratum skapades under samma tidsintervall.
| Lagerföljder inom kronostratigrafi | Tidsintervall inom geokronologi | Ändelser för svenska namn | Exempel                | Antal namngivna |
| ---------------------------------- | ------------------------------- | ------------------------- | ---------------------- | --------------- |
|                                    | Supereon                        | -                         | Prekambrium            | 1 supereon      |
| Eonotem                            | Eon                             | -ikum                     | Arkeikum               | 4 eoner         |
| Eratem                             | Era                             | -ikum                     | Kenozoikum             | 10 eror         |
| System                             | Period                          | -ogen, -ium, -            | Neogen, Kambrium, Jura | 22 perioder     |
| Serie                              | Epok                            | -ocen, -                  | Eocen, Wenlock         | 37 epoker       |
| Etage                              | Ålder                           | -                         | Flo, Sandby            | 95 åldrar       |
| Kronozon                           | Kron                            | -                         |                        | Inga officiella |

| Lagerföljder inom kronostratigrafi | Tidsintervall inom geokronologi | Exempel                 | Kommentar                           |
| ---------------------------------- | ------------------------------- | ----------------------- | ----------------------------------- |
| Övre                               | Yngre                           | Övre jura = Yngre jura  | Nya sedimentlager hamnar överst     |
| Mellersta                          | Mellersta                       | Mellersta jura          |                                     |
| Undre                              | Äldre                           | Undre jura = Äldre jura | De äldsta sedimenten ligger underst |